# Juan de Salcedo Villandrando
Juan de Salcedo Villandrando fue un capitán y poeta español de los siglos XVI y XVII que vivió en América. Fue encomendero y regidor en La Paz. Su poesía fue alabada por Cervantes en el “Canto de Calíope”.

## Vida y obra
Juan de Salcedo nació en España y debió llegar a Las Indias en tiempos del virrey Francisco de Toledo (1569-1581). Residió en la ciudad de Lima por algunos años, pero después se estableció en La Paz, donde se desempeñó como regidor en 1584. En 1589, en Lima, el capitán Antonio de Pereyra lo presentó como su fiador ante el gobierno de Martín de Hurtado Arbieto en la provincia de Vilcabamba. Allí compareció ante el escribano Álvaro Ruiz de Nanamuel, el 21 de enero de 1589. En 1591, Vicente Espinel escribe unos poemas a Pedro de Montesdoca, donde se hace alusión al conflicto entre Pedro de Montesdoca y el capitán Salcedo, de este dato se infiere que en este año aún participaba en las actividades de la Academia Antártica en Lima. Tanto Vicente Espinel, como Pedro de Montesdoca y Juan de Salcedo están incluidos en el elenco de ingenios de Miguel de Cervantes en el “Canto de Calíope.” Luego, en 1608, en la ciudad de La Paz, obtuvo, “previo remate y mediante el pago de tres mil pesos, el puesto de receptor de penas de cámara”. Su carrera política en La Paz fue controvertida pues el 15 de enero de 1621 se impugna por fraude la elección de alcaldes, donde el capitán Salcedo y don Juan de Pisa Saavedra habían sido elegidos para el cargo de alcalde ordinario. Ambos pertenecían a una red de familias aristócratas con gran influencia en la política local, “de hecho, Salcedo Villandrando y Pisa Saavedra estaban casados, respectivamente, con doña Catalina y doña Isabel Barba de Coronado, hijas de Hernando Coronado, encomendero de Guaqui Hurinsaya”. Hacia 1631 todavía desempeñaba el cargo de corregidor en la misma ciudad, y se conoce un poema suyo publicado en el mismo año.  

## Obra
Pese a que fue un miembro de la Academia Antártica, solo se conocen tres poemas del capitán Salcedo publicados en libros de otros intelectuales. El soneto “Componga amor a Delio una corona” se encuentra en los preliminares de la Miscelánea Austral (Lima, 1602), de don Diego de Avalos y Figueroa. Se ha dicho que este poema “viene a ser un resumen, casi un índice, podría decirse, del contenido de los primeros nueve coloquios de ese libro”:
Componga Amor a Delio una corona
Don sus efectos por laurel dedique,
Y en su adorno la Sciencia comunique
En lugar de Armanto y su Elicona:
La verdad (pues verdad su acento entona)
Su fuerza en vez de roble, santifique
Y Belleza su triunfo que pregona
Ceos su origen, Música su nombre
Suerte el Amante, y la Virtud su alteza,
La Dama perfección: pues por su fama
Harán eterno el mundo su renombre
Amor, Sciencia, Verdad, Genio, Belleza,

Celos, Música, Amante, Virtud, Dama. 
El segundo soneto, encargo de fray Juan de Ayllón para su poema escrito en 1602 que lleva el título de Poema de las fiestas que hizo el Convento de S. Francisco de Jesús de Lima a la canonización de los Martyres del Japón (Lima, Francisco Gómez Pastrana,1630), se trataba de seis religiosos y sus ayudantes japoneses a los que el Papa nombró terciarios franciscanos. El autor del poema, el padre fray Juan de Ayllón, natural de Lima, era estudiante de teología de la misma orden. Juan de Salcedo entonces era vecino feudatario y regidor de la ciudad de La Paz:
De esotra parte del estilo humano
El grave tuyo juzgo, Ayllon, divino,
Tan oro puto, tan diamante fino
Que es Norte de idioma castellano.
Si de su oriente cuan tan lozano
Tu genio sube al Monte Cabalino,
Cuando el zenit de su camino
Asombrará (gigante) al curso cano.
Templo sagrado a tu inmortal memoria
Ganó tu pluma con remontes tantos,
Que en sonoro clarín tu afecto aclama:
Contigo partió Dios el premiar santosú
El, como inmenso, da a las almas gloria,
Y tú a sus nombres en los tiempos.
También hay un poema suyo en la Concepción de María Puríssima (Lima, 1631), del capitán Hipólito de Olivares y Brutrón.